# Babeau-Bouldoux
Pour les articles homonymes, voir Babeau.
Babeau-Bouldoux (en occitan Babau e Boldors) est une commune française située dans le sud-ouest du département de l'Hérault, en région Occitanie.
Exposée à un climat méditerranéen, elle est drainée par le Vernazobre, le ruisseau d'Ilouvre, le ruisseau de Donnadieu, le ruisseau de Touloubre et par divers autres petits cours d'eau. La commune possède un patrimoine naturel remarquable : un site Natura 2000 (le « Minervois ») et quatre zones naturelles d'intérêt écologique, faunistique et floristique.
Babeau-Bouldoux est une commune rurale qui compte 309 habitants en 2022. Ses habitants sont appelés les Badoussiens et Badoussiennes.

## Géographie

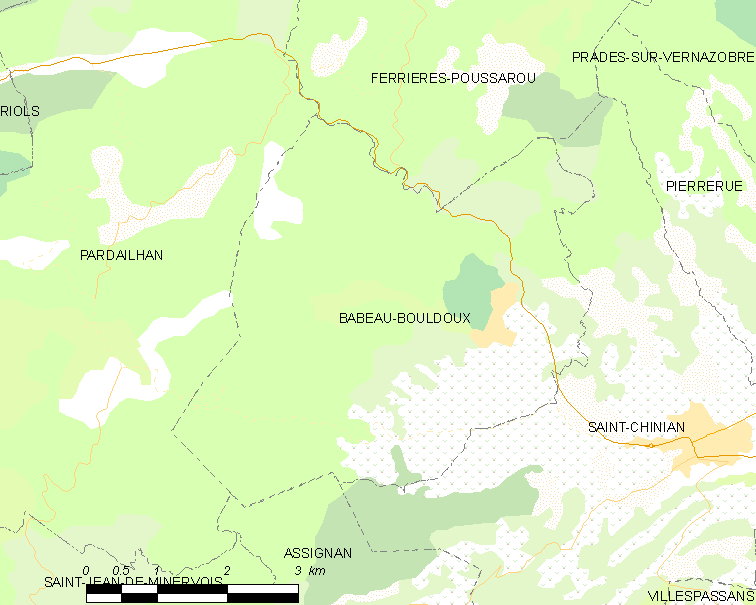
Carte.

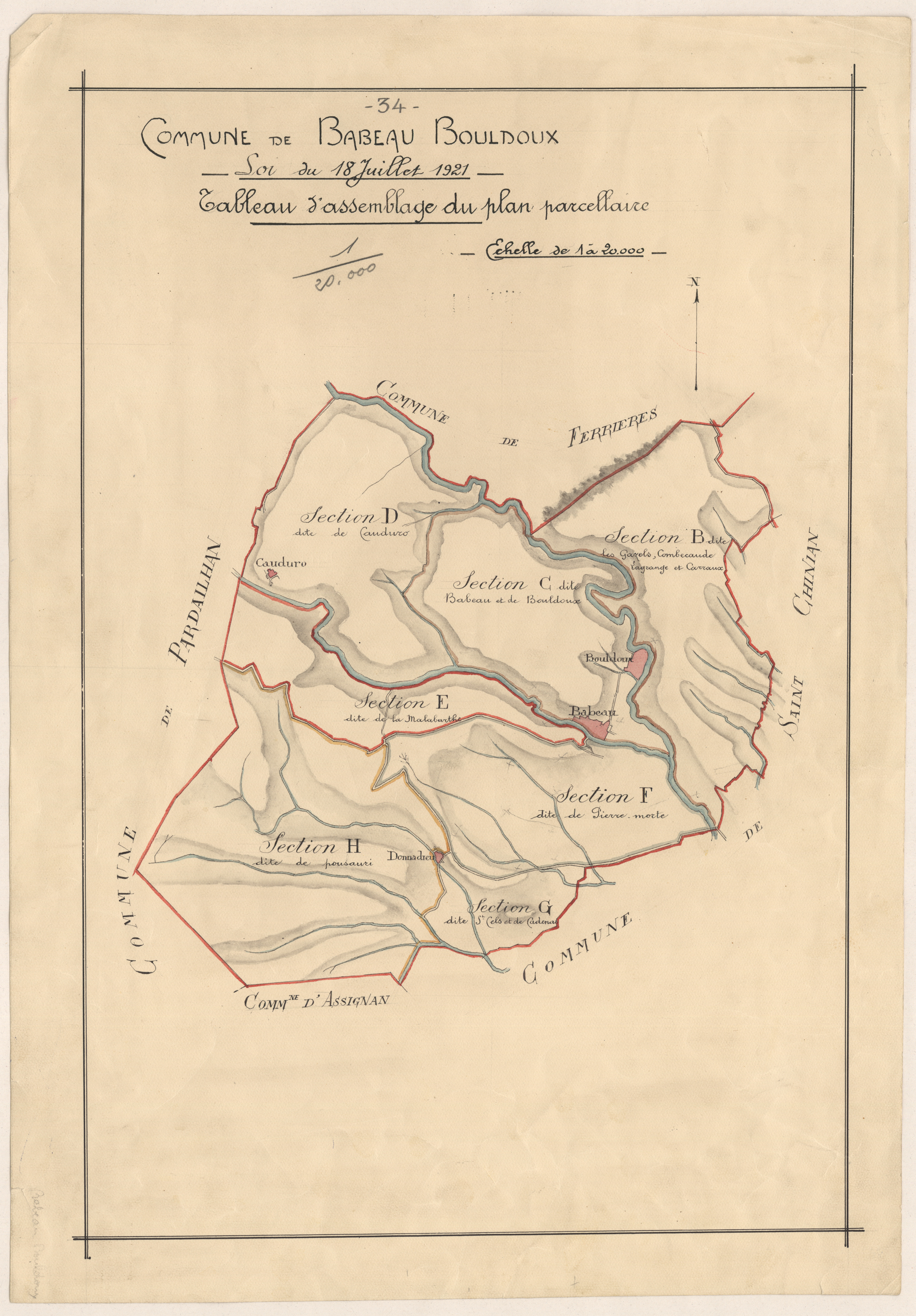
Cadastre : tableau d'assemblage (1921).

### Communes limitrophes
|            | Ferrières-Poussarou |               |
| Pardailhan | Babeau-Bouldoux     | Saint-Chinian |
|            | Assignan            | Saint-Chinian |

Saint-Chinian ~ 5 km / Assignan ~ 5 km / Ferrières-Poussarou ~ 6 km / Villespassans ~ 6 km / Pardailhan ~ 7 km / Pierrerue ~ 8 km / Cébazan ~ 8 km / Berlou ~ 8 km / Prades-sur-Vernazobre ~ 9 km / Cruzy ~ 10 km / Saint-Jean-de-Minervois ~ 10 km / Montouliers ~ 11 km / Quarante ~ 12 km / Saint-Étienne-d'Albagnan ~ 12 km / Agel ~ 12 km. 
Trouver Babeau-Bouldoux sur le Géoportail 

### Climat
Pour des articles plus généraux, voir Climat de l'Occitanie et Climat de l'Hérault.
En 2010, le climat de la commune est de type climat méditerranéen franc, selon une étude s'appuyant sur une série de données couvrant la période 1971-2000. En 2020, Météo-France publie une typologie des climats de la France métropolitaine dans laquelle la commune est exposée à un climat méditerranéen et est dans la région climatique  Provence, Languedoc-Roussillon, caractérisée par une pluviométrie faible en été, un très bon ensoleillement (2 600 h/an), un été chaud (21,5 °C), un air très sec en été, sec en toutes saisons, des vents forts (fréquence de 40 à 50 % de vents > 5 m/s) et peu de brouillards.
Pour la période 1971-2000, la température annuelle moyenne est de 14 °C, avec une amplitude thermique annuelle de 15,9 °C. Le cumul annuel moyen de précipitations est de 974 mm, avec 7,7 jours de précipitations en janvier et 2,8 jours en juillet. Pour la période 1991-2020, la température moyenne annuelle observée sur la station météorologique la plus proche, située sur la commune de Berlou à 7 km à vol d'oiseau, est de 15,4 °C et le cumul annuel moyen de précipitations est de 892,1 mm,. Pour l'avenir, les paramètres climatiques de la commune estimés pour 2050 selon différents scénarios d'émission de gaz à effet de serre sont consultables sur un site dédié publié par Météo-France en novembre 2022.

### Milieux naturels et biodiversité

#### Réseau Natura 2000

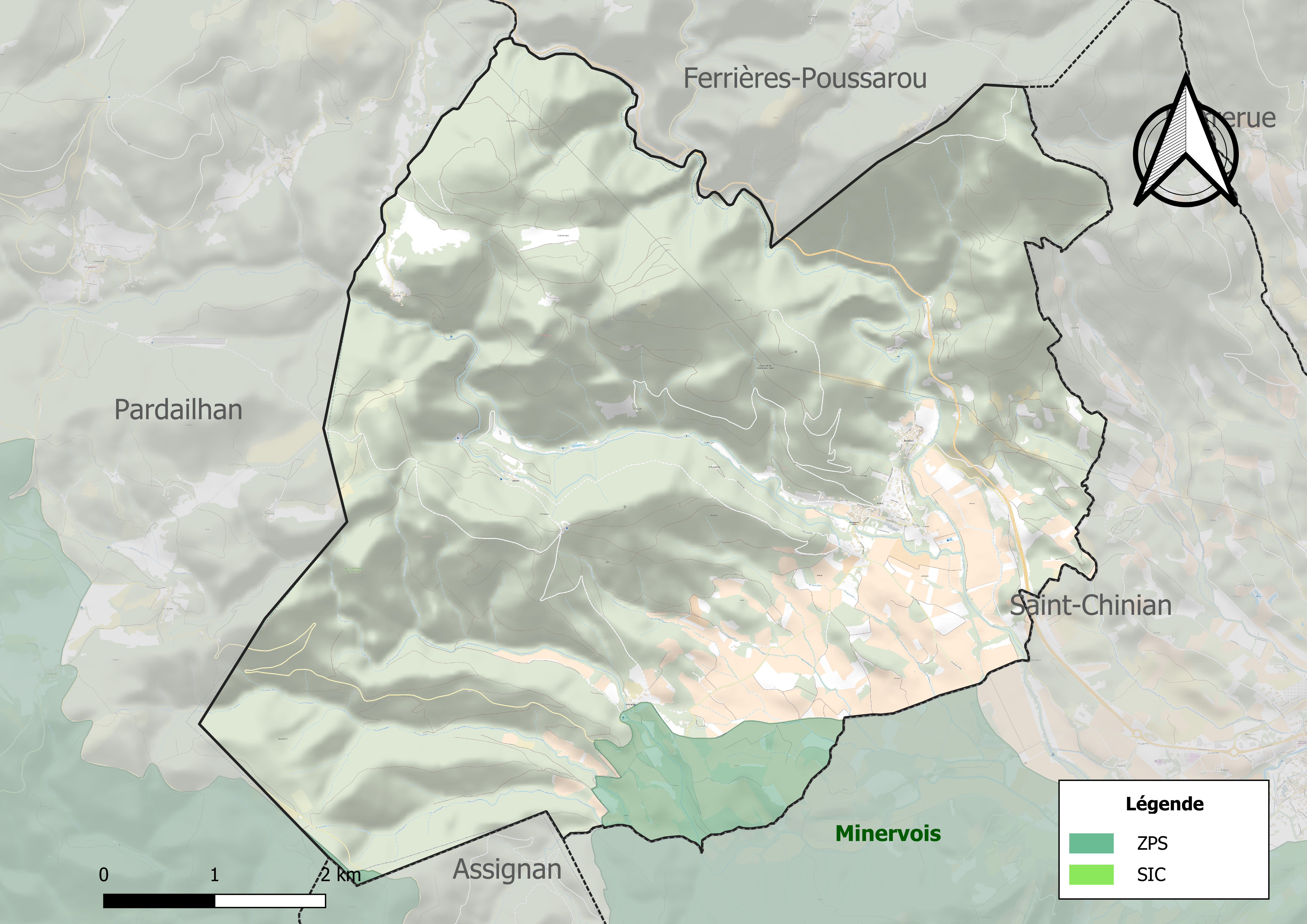
Sites Natura 2000 sur le territoire communal.

Le réseau Natura 2000 est un réseau écologique européen de sites naturels d'intérêt écologique élaboré à partir des directives habitats et oiseaux, constitué de zones spéciales de conservation (ZSC) et de zones de protection spéciale (ZPS). 
Un site Natura 2000 a été défini sur la commune au titre  de la directive oiseaux : le « Minervois », d'une superficie de 24 820 ha, retenu pour la conservation de rapaces de l'annexe I de la directive Oiseaux, en particulier l'Aigle de Bonelli et l'Aigle royal. Mais le Busard cendré, le Circaète Jean-le-Blanc et le Grand-Duc sont également des espèces à enjeu pour ce territoire.

#### Zones naturelles d'intérêt écologique, faunistique et floristique
L’inventaire des zones naturelles d'intérêt écologique, faunistique et floristique (ZNIEFF) a pour objectif de réaliser une couverture des zones les plus intéressantes sur le plan écologique, essentiellement dans la perspective d’améliorer la connaissance du patrimoine naturel national et de fournir aux différents décideurs un outil d’aide à la prise en compte de l’environnement dans l’aménagement du territoire. 
Une ZNIEFF de type 1 est recensée sur la commune :
le « maquis de St-Chinian » (561 ha), couvrant 2 communes du département et trois ZNIEFF de type 2, : 
- le « Haut Minervois » (21 605 ha), couvrant 26 communes dont cinq dans l'Aude et 21 dans l'Hérault[12] ;
- la « montagne noire centrale » (34 724 ha), couvrant 27 communes du département[13] ;
- les « Vignes du Minervois » (9 972 ha), couvrant 13 communes du département[14].

Carte des ZNIEFF de type 1 et 2 à Babeau-Bouldoux.
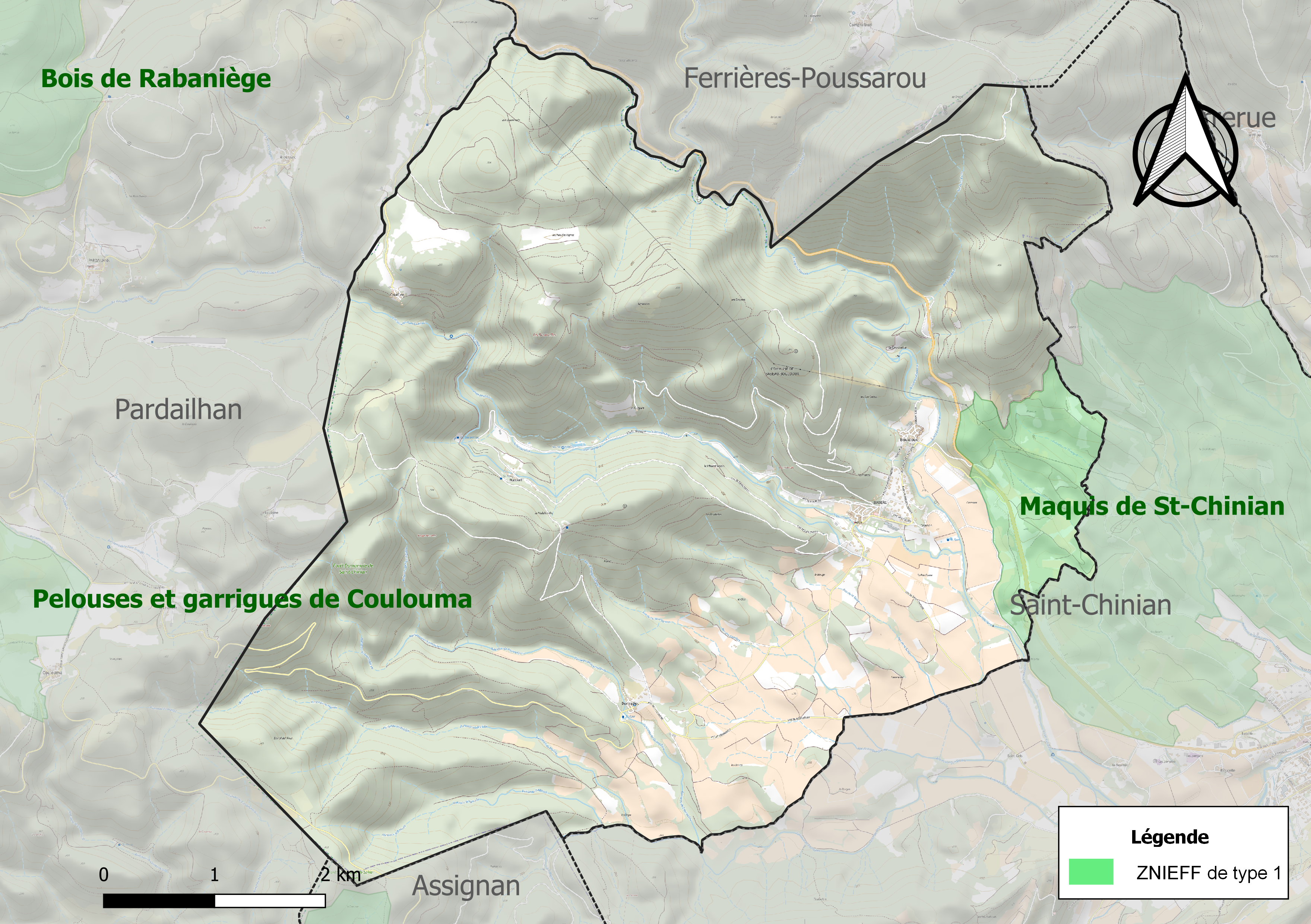
Carte de la ZNIEFF de type 1 sur la commune.
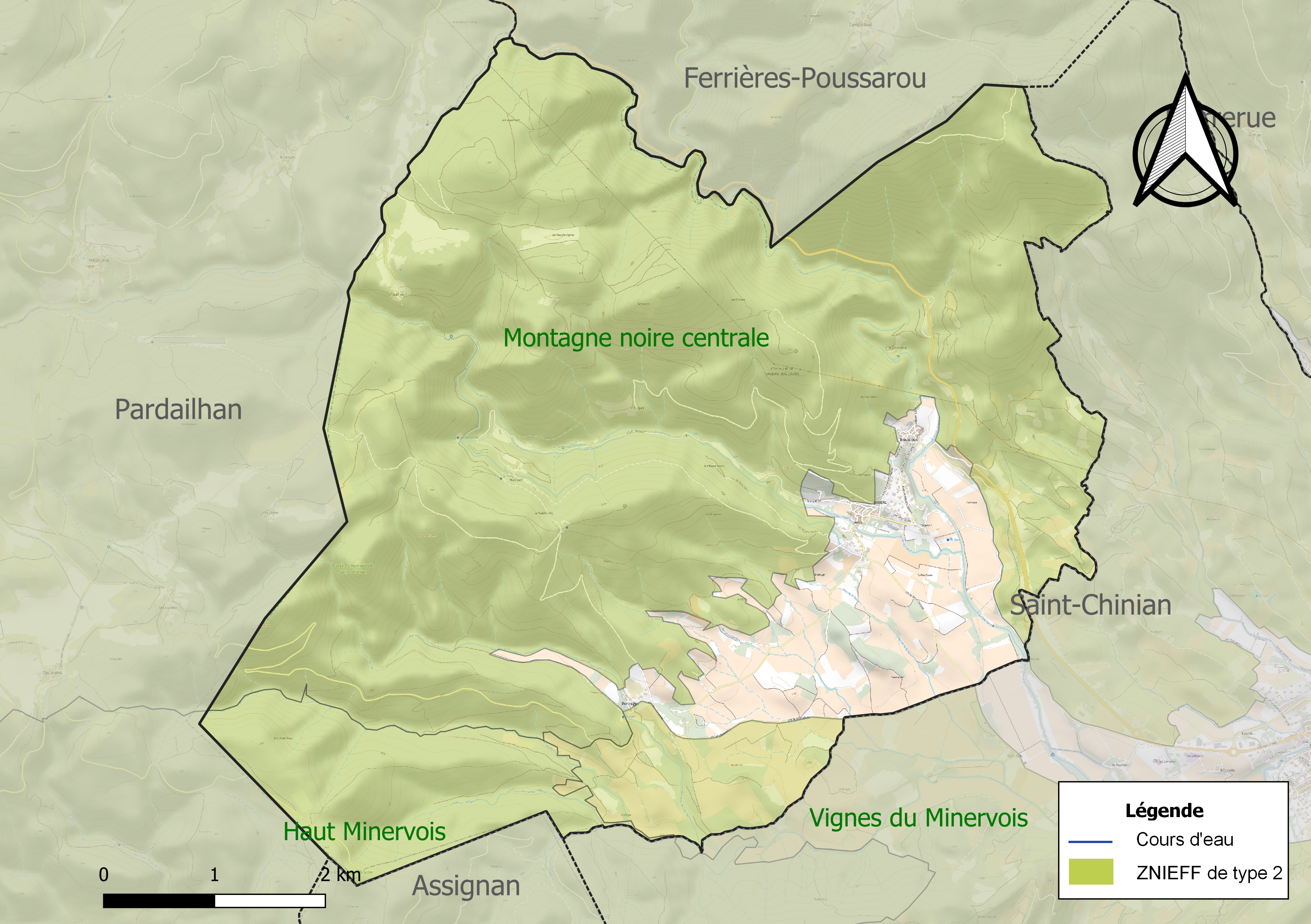
Carte des ZNIEFF de type 2 sur la commune.

## Urbanisme

### Typologie
Au 1er janvier 2024, Babeau-Bouldoux est catégorisée commune rurale à habitat dispersé, selon la nouvelle grille communale de densité à sept niveaux définie par l'Insee en 2022.
Elle est située hors unité urbaine et hors attraction des villes,.

### Occupation des sols
L'occupation des sols de la commune, telle qu'elle ressort de la base de données européenne d’occupation biophysique des sols Corine Land Cover (CLC), est marquée par l'importance des forêts et milieux semi-naturels (78 % en 2018), en diminution par rapport à 1990 (79,4 %). La répartition détaillée en 2018 est la suivante : 
forêts (62,4 %), cultures permanentes (17,4 %), milieux à végétation arbustive et/ou herbacée (15,6 %), zones agricoles hétérogènes (2,5 %), zones urbanisées (2,1 %). L'évolution de l’occupation des sols de la commune et de ses infrastructures peut être observée sur les différentes représentations cartographiques du territoire : la carte de Cassini (XVIIIe siècle), la carte d'état-major (1820-1866) et les cartes ou photos aériennes de l'IGN pour la période actuelle (1950 à aujourd'hui).

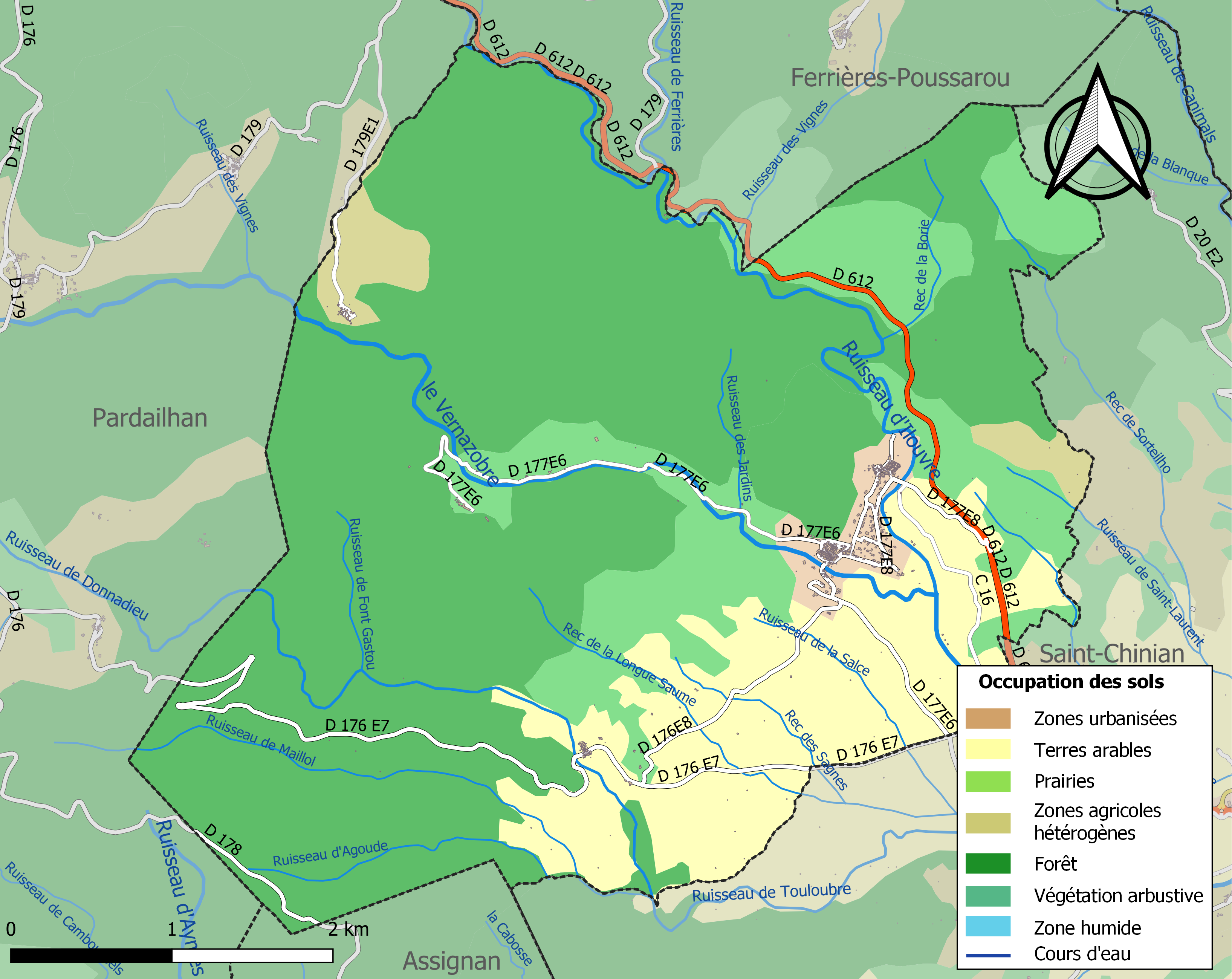
Carte des infrastructures et de l'occupation des sols de la commune en 2018 (CLC).

### Risques majeurs
Le territoire de la commune de Babeau-Bouldoux est vulnérable à différents aléas naturels : météorologiques (tempête, orage, neige, grand froid, canicule ou sécheresse), feux de forêts et séisme (sismicité très faible). Il est également exposé à un risque technologique,  le transport de matières dangereuses, et à un risque particulier : le risque de radon. Un site publié par le BRGM permet d'évaluer simplement et rapidement les risques d'un bien localisé soit par son adresse soit par le numéro de sa parcelle.

#### Risques naturels
Babeau-Bouldoux est exposée au risque de feu de forêt. Un plan départemental de protection des forêts contre les incendies (PDPFCI) a été approuvé en juin 2013 et court jusqu'en 2022, où il doit être renouvelé. Les mesures individuelles de prévention contre les incendies sont précisées par deux arrêtés préfectoraux et s’appliquent dans les zones exposées aux incendies de forêt et à moins de 200 mètres de celles-ci. L’arrêté du 25 avril 2002 réglemente l'emploi du feu en interdisant notamment d’apporter du feu, de fumer et de jeter des mégots de cigarette dans les espaces sensibles et sur les voies qui les traversent sous peine de sanctions. L'arrêté du 11 mars 2013 rend le débroussaillement obligatoire, incombant au propriétaire ou ayant droit,.

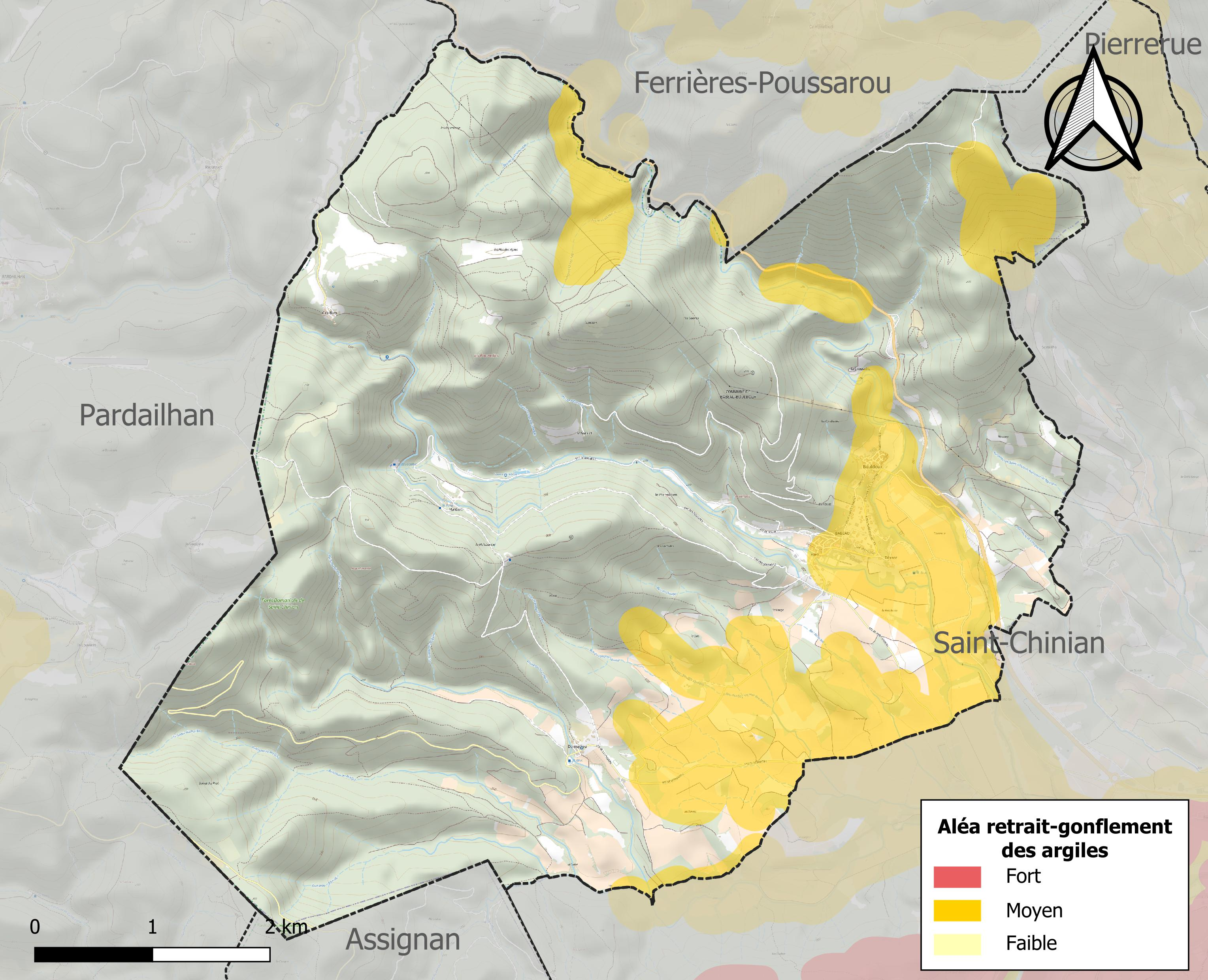
Carte des zones d'aléa retrait-gonflement des sols argileux de Babeau-Bouldoux.

Le retrait-gonflement des sols argileux est susceptible d'engendrer des dommages importants aux bâtiments en cas d’alternance de périodes de sécheresse et de pluie. 18 % de la superficie communale est en aléa moyen ou fort (59,3 % au niveau départemental et 48,5 % au niveau national). Sur les 237 bâtiments dénombrés sur la commune en 2019, 183 sont en aléa moyen ou fort, soit 77 %, à comparer aux 85 % au niveau départemental et 54 % au niveau national. Une cartographie de l'exposition du territoire national au retrait gonflement des sols argileux est disponible sur le site du BRGM,.
Par ailleurs, afin de mieux appréhender le risque d’affaissement de terrain, l'inventaire national des cavités souterraines permet de localiser celles situées sur la commune.
La commune a été reconnue en état de catastrophe naturelle au titre des dommages causés par les inondations et coulées de boue survenues en 1982, 1996 et 2018. 

#### Risques technologiques
Le risque de transport de matières dangereuses sur la commune est lié à sa traversée par des infrastructures routières ou ferroviaires importantes ou la présence d'une canalisation de transport d'hydrocarbures. Un accident se produisant sur de telles infrastructures est susceptible d’avoir des effets graves sur les biens, les personnes ou l'environnement, selon la nature du matériau transporté. Des dispositions d’urbanisme peuvent être préconisées en conséquence.

#### Risque particulier
Dans plusieurs parties du territoire national, le radon, accumulé dans certains logements ou autres locaux, peut constituer une source significative d’exposition de la population aux rayonnements ionisants. Certaines communes du département sont concernées par le risque radon à un niveau plus ou moins élevé. Selon la classification de 2018, la commune de Babeau-Bouldoux est classée en zone 2, à savoir zone à potentiel radon faible mais sur lesquelles des facteurs géologiques particuliers peuvent faciliter le transfert du radon vers les bâtiments.

## Toponymie
La localité est née de la fusion du hameau de Babeau et de celui de Bouldoux pour former la commune actuelle.
Babeaux est attesté sous la forme Baboira dès l'an 1127 dans le cartulaire de Gélase.
Bouldoux est attesté sous la forme Bouldous entre  1740 et 1760.
Babau e Boldors en occitan.

## Histoire
La commune de Babeau-Bouldoux est née le 18 juillet 1921 de la fusion de deux hameaux situés à moins d'un kilomètre l'un de l'autre : Babeau, où se trouve la mairie, et Bouldoux sur le ruisseau de L'Illouvre qui, en aval, rejoint le Vernazobres (la rivière qui arrose Saint-Chinian) mais également des lieux-dits de Donnadieu et Cauduro. La commune a été érigée à partir d'une partie du territoire de Saint-Chinian.
Les habitants de la commune de Babeau-Bouldoux sont les « Babeaunais - Bouldounais ».
Entre 1965 et 2005, le paysage de Babeau-Bouldoux a profondément changé, pour deux raisons :
- les vignes ont été plus espacées, et parfois même changées d'orientation, pour permettre l'usage de matériel viticole en lieu et place des vendanges manuelles traditionnelles ;
- l'usage des chevaux ayant disparu, les prés où l'on menait paître ceux-ci sont retournés à la friche faute d'entretien, à l'exception de ceux qui ont été bâtis. Un processus de reforestation se met peu à peu en place de façon naturelle.

Sur le plan sociologique, le café du village qui mettait à disposition son téléviseur a disparu, chacun étant maintenant équipé chez lui. Ont disparu également le maréchal-ferrant et le four du boulanger que chacun pouvait utiliser dans la journée.
On remarque aussi sur ces trente années une diminution importante de débit du Vernazobres, qui traverse la commune.
Au voisinage immédiat de la ville sont groupés des potagers individuels partageant un système d'irrigation par roulement utilisant la gravité naturelle et mis en place jadis par les frères dominicains.

## Politique et administration
| Période                                  | Période                   | Identité            | Étiquette | Qualité     |
| ---------------------------------------- | ------------------------- | ------------------- | --------- | ----------- |
| Les données manquantes sont à compléter. |                           |                     |           |             |
| 1921                                     | 1940                      | Henri Babeau        |           |             |
| 1940                                     | 1947                      | André Babeau        |           |             |
| 1947                                     | 1956                      | André Brousse       |           |             |
| 1956                                     | 1965                      | Paul Rouanet        |           |             |
| 1965                                     | 1995                      | André Rouanet       |           |             |
| 1995                                     | 2008                      | Jean-Claude Rouanet |           |             |
| mars 2008                                | mars 2014                 | Jean-Louis Bousquet | SE        |             |
| mars 2014                                | En cours (au 18 mai 2020) | Jérôme Roger,       | SE        | Agriculteur |

## Démographie
L'évolution du nombre d'habitants est connue à travers les recensements de la population effectués dans la commune depuis 1921. Pour les communes de moins de 10 000 habitants, une enquête de recensement portant sur toute la population est réalisée tous les cinq ans, les populations de référence des années intermédiaires étant quant à elles estimées par interpolation ou extrapolation. Pour la commune, le premier recensement exhaustif entrant dans le cadre du nouveau dispositif a été réalisé en 2006.

En 2022, la commune comptait 309 habitants, en évolution de +3,69 % par rapport à 2016 (Hérault : +7,49 %, France hors Mayotte : +2,11 %).
| 1921 | 1926 | 1931 | 1936 | 1946 | 1954 | 1962 | 1968 | 1975 |
| ---- | ---- | ---- | ---- | ---- | ---- | ---- | ---- | ---- |
| 377  | 411  | 464  | 453  | 353  | 352  | 346  | 321  | 242  |

| 1982 | 1990 | 1999 | 2006 | 2011 | 2016 | 2021 | 2022 | - |
| ---- | ---- | ---- | ---- | ---- | ---- | ---- | ---- | - |
| 249  | 249  | 243  | 284  | 291  | 298  | 305  | 309  | - |

## Culture locale et patrimoine

### Lieux et monuments
- Une église datée de la période pré-romane à Saint-Jean d'Orte, en ruines.
- Des moulins en ruines le long du ruisseau de l'Ilouvre.
- La chapelle de Cauduro et une vieille croix dans le hameau isolé de Cauduro près de la commune de Pardailhan.
- Église de l'Assomption-de-Notre-Dame de Babeau.

### Galerie

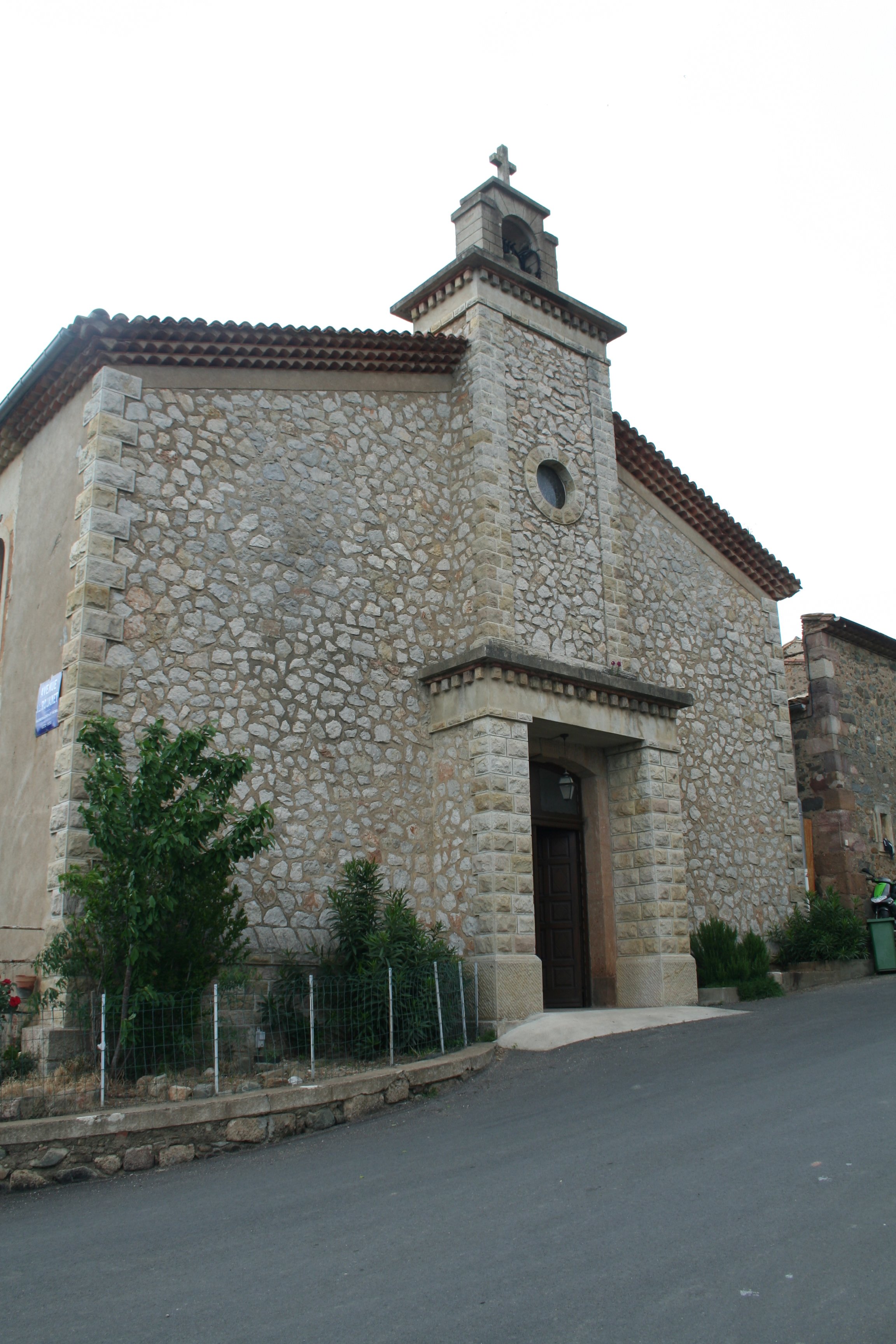
Église de l'Assomption-de-Notre-Dame de Babeau.
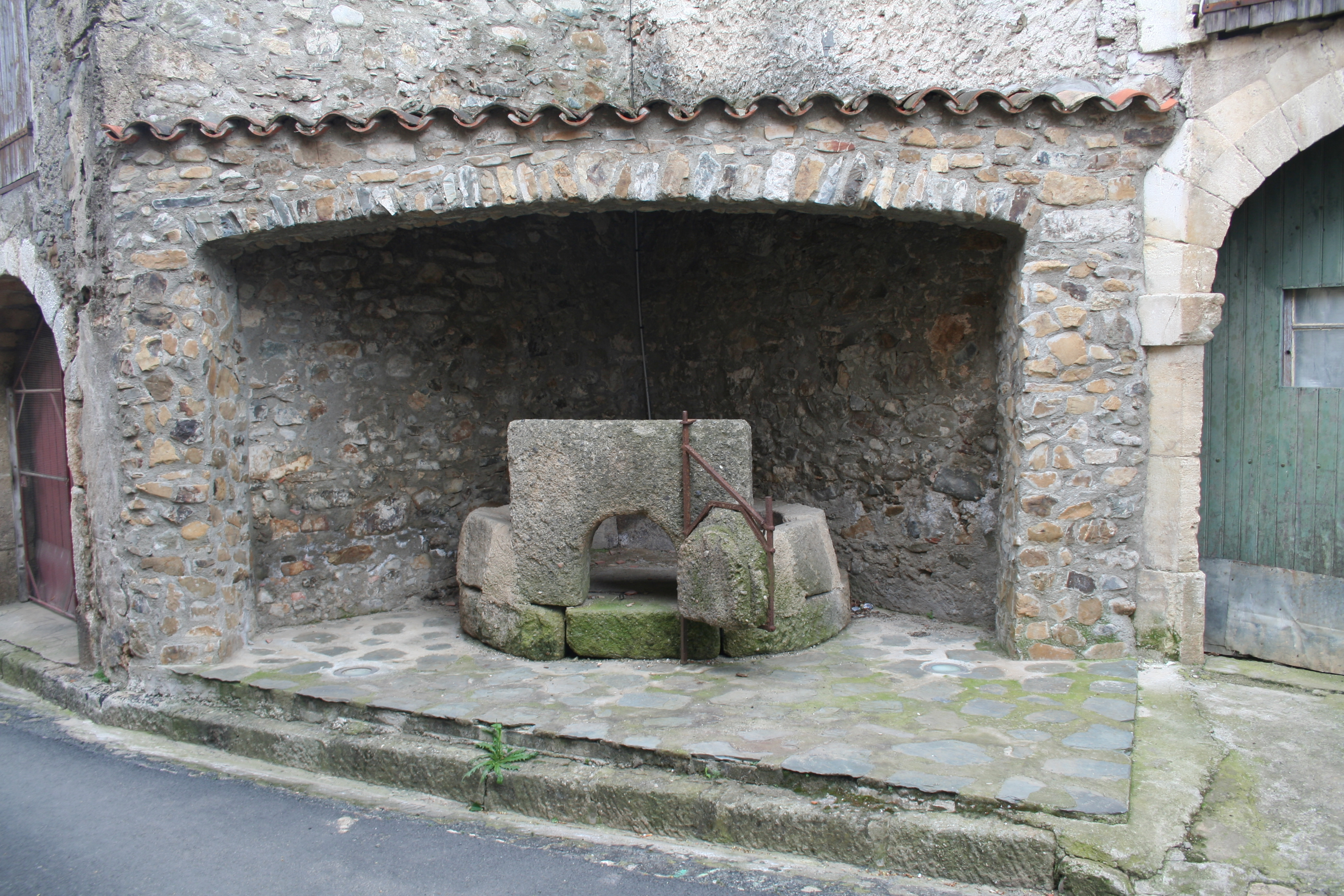
Ancien four.
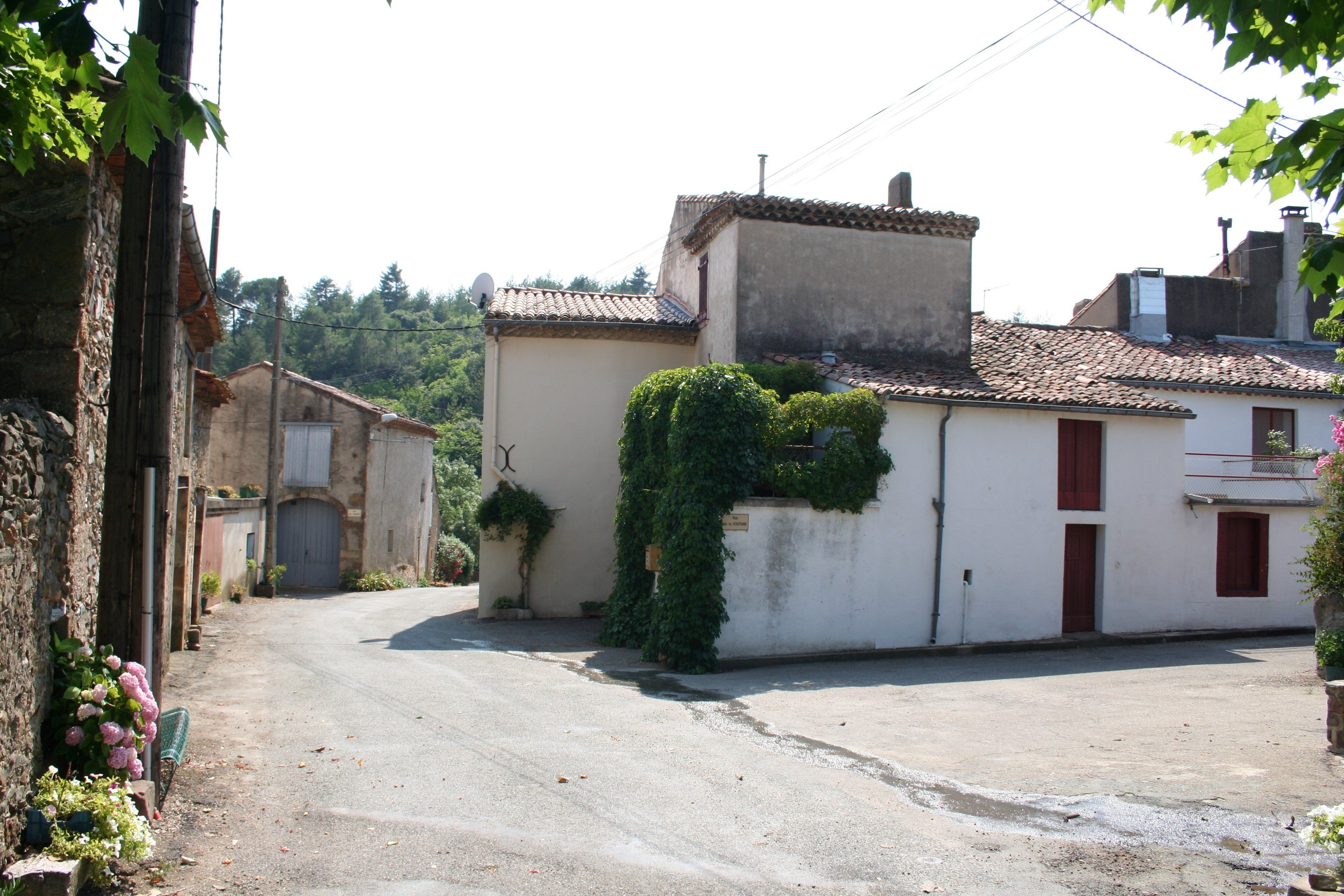
Place de Donnadieu, commune de Babeau-Bouldoux.
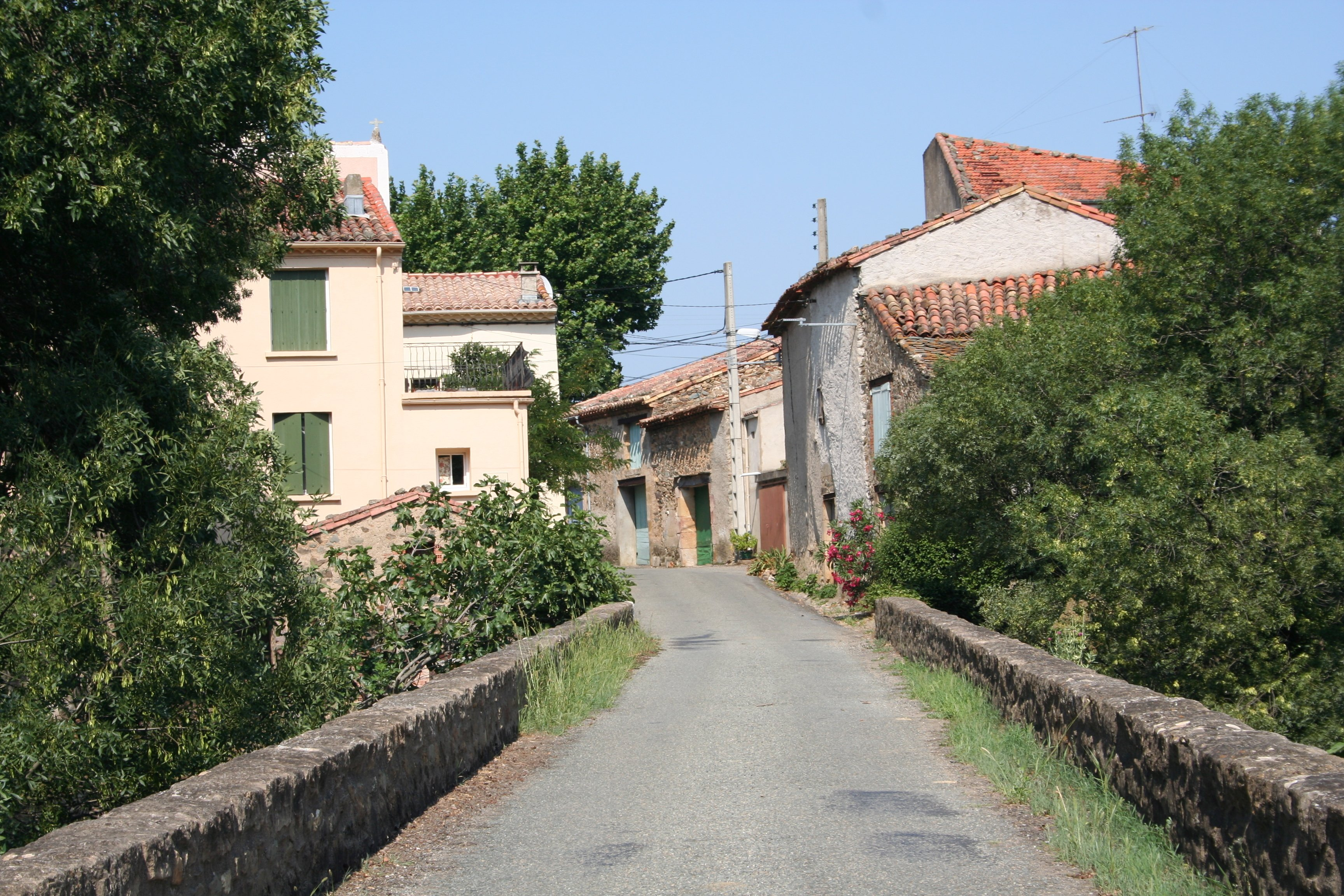
Pont de Donnadieu, commune de Babeau-Bouldoux.

### Héraldique
| Blason de Babeau-Bouldoux | Blason  | Parti de gueules et d'or, à 2 grappes de raisin de l'un en l'autre en chef et à une crosse épiscopale d'argent brochant sur la partition, à une fontaine héraldique d'azur, traversée par 3 sources d'argent et à la bordure partie d'or et de gueules, surbrochant en pointe. |
| Blason de Babeau-Bouldoux | Détails | Création : Didier Catarina et Jean-Paul Fernon adoptée par délibération municipale du 27 avril 2017. |